# Unterbühl (Kempten)
Unterbühl ist eine Einöde der kreisfreien Stadt Kempten (Allgäu). Sie gehörte bis 1972 zur Gemeinde Sankt Mang, die in dem Jahr wieder in Kempten eingemeindet wurde.

## Geschichte
Unterbühl wurde 1738 als kleiner Einzelhof erstmals genannt. Im Jahr 1819, ein Jahr nachdem Unterbühl mit anderen Ortschaften zur Ruralgemeinde Sankt Mang verbunden worden war, zählte man auf dem Einzelhof, der zur Hauptmannschaft Lenzfried gehörte, drei Bewohner.
1900 gab es in Unterbühl einen Hof mit sechs Bewohnern. 1954 lebten in der Einöde drei Einwohner.